# Machimus assamensis
Machimus assamensis är en tvåvingeart som beskrevs av Ricardo 1919. Machimus assamensis ingår i släktet Machimus och familjen rovflugor. Inga underarter finns listade i Catalogue of Life.